# Karatag
Le Karatag est une rivière du Tadjikistan. C'est un affluent du Sourkhan Daria en rive gauche, donc un sous-affluent de l'Amou Daria. Il constitue en fait cours supérieur du Sourkhan Daria.

## Géographie
Le Karatag naît sur les pentes méridionales des monts Hissar dans la province tadjike de Nohiyahoi tobei Jumhurii, non loin de la frontière ouzbèque. Orienté d'abord vers le sud-est, il change progressivement sa direction vers le plein sud. Il aborde bientôt la fertile vallée de Gissar, principal grenier du Tadjikistan qui héberge plus à l'est la capitale du pays, Douchanbé. Il baigne la ville de Tursunzade. Peu après, orienté vers le sud-ouest il passe sur le territoire de l'Ouzbékistan devenant ainsi le Sourkhan Daria.

## Hydrologie
Dans son cours supérieur, le Karatag est une rivière très abondante, bien alimentée par les précipitations des monts Hissar surtout à la fonte des neiges. Ses eaux sont utilisées, de concert avec celles du Chirkent et du Kafirnigan (ou Kofarnikhon) pour l'irrigation de vastes surfaces agricoles, dans la partie occidentale de la Vallée de Gissar.

### Hydrométrie - Les débits à Karatog
Le débit du Karatag a été observé pendant 47 ans (entre 1936 et 1985) à Karatog, petite localité tadjike située à l'entrée de la rivière dans la vallée de Hissar, à une altitude de 921 mètres. 
À Karatog, le débit inter annuel moyen ou module observé sur cette période était de 22,4 m3/s pour un bassin versant de 670 km2. La lame d'eau écoulée dans cette partie du bassin versant de la rivière, de loin la plus importante du point de vue de l'écoulement, atteint ainsi le chiffre de 1 055 millimètres par an ; tandis que le débit spécifique se monte à 33,4 litres par seconde et par kilomètre carré de bassin.

## Tourisme
- Dans son bassin versant sont situés les lacs Temudar et Taïron (ou Tayron).
- Le parc national naturel et historique du Shirkent : on y trouve notamment de belles empreintes de dinosaures, mais aussi une faune très riche[2].